# 安布羅斯 (喬治亞州)
安布羅斯（英語：Ambrose）是一個位於美國喬治亞州科菲縣的城市。

## 地理
安布羅斯的座標為31°35′38″N 83°00′57″W / 31.59389°N 83.01583°W，而該地的平均海拔高度為94米（即308英尺）。

## 人口
根據2010年美國人口普查的數據，安布羅斯的面積為8.10平方千米，當中陸地面積為7.90平方千米，而水域面積為0.20平方千米。當地共有人口380人，而人口密度為每平方千米46人。